# Північна Ютландія (регіон)
Північна Ютландія (дан. Nordjylland) — адміністративний регіон в Данії, створений 1 січня 2007 року в рамках адміністративної реформи, коли традиційний поділ країни на 14 амтів змінила нова система поділу на п'ять регіонів. Також було скорочено кількість муніципалітетів із 270 до 98. 

## Загальний огляд
До складу Північної Ютландії входять 11 муніципалітетів. Населення на 2010 рік становить 579 628 жителів, а площа — 7 933 км². Столиця регіону — Ольборг. Північна Ютландія розташовується на острові Північна Ютландія. До 2007 року на її території розміщалися амти Орхус, Віборг і Маріаґер.

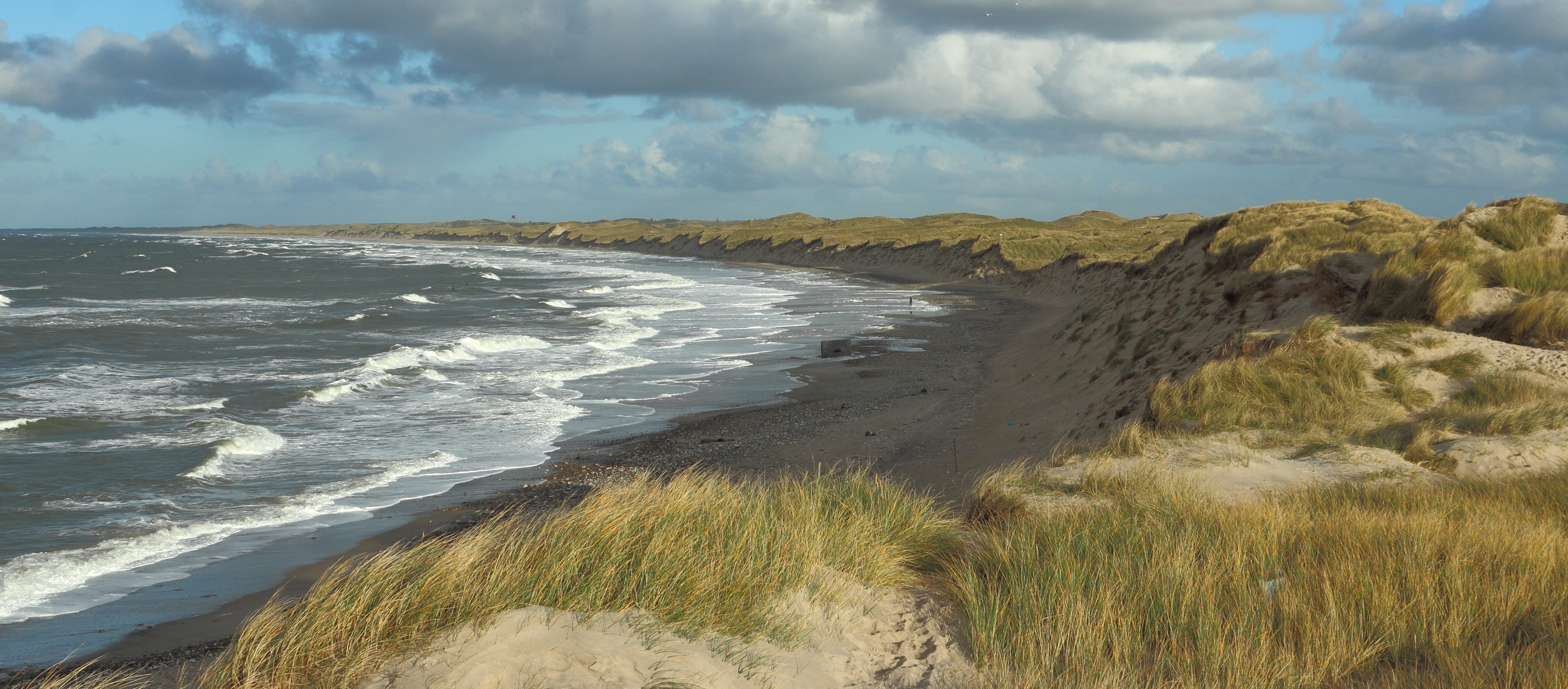
Узбережжя Північного моря поблизу міста Nørre Vorupør в західній частині Північної Ютландії

## Муніципалітети
- Бреннерслев (Brønderslev)
- Вестиммерланн (Vesthimmerland)
- Йоррінг (Hjørring)
- Лесе (Læsø)
- Маріаґер-фіорд (Mariagerfjord)
- Морсе (Morsø)
- Ольборг (Aalborg)
- Ребілль (Rebild)
- Тістед (Thisted)
- Фредеріксгавн (Frederikshavn)
- Яммербугт (Jammerbugt)